# Iàkovlev Iak-52

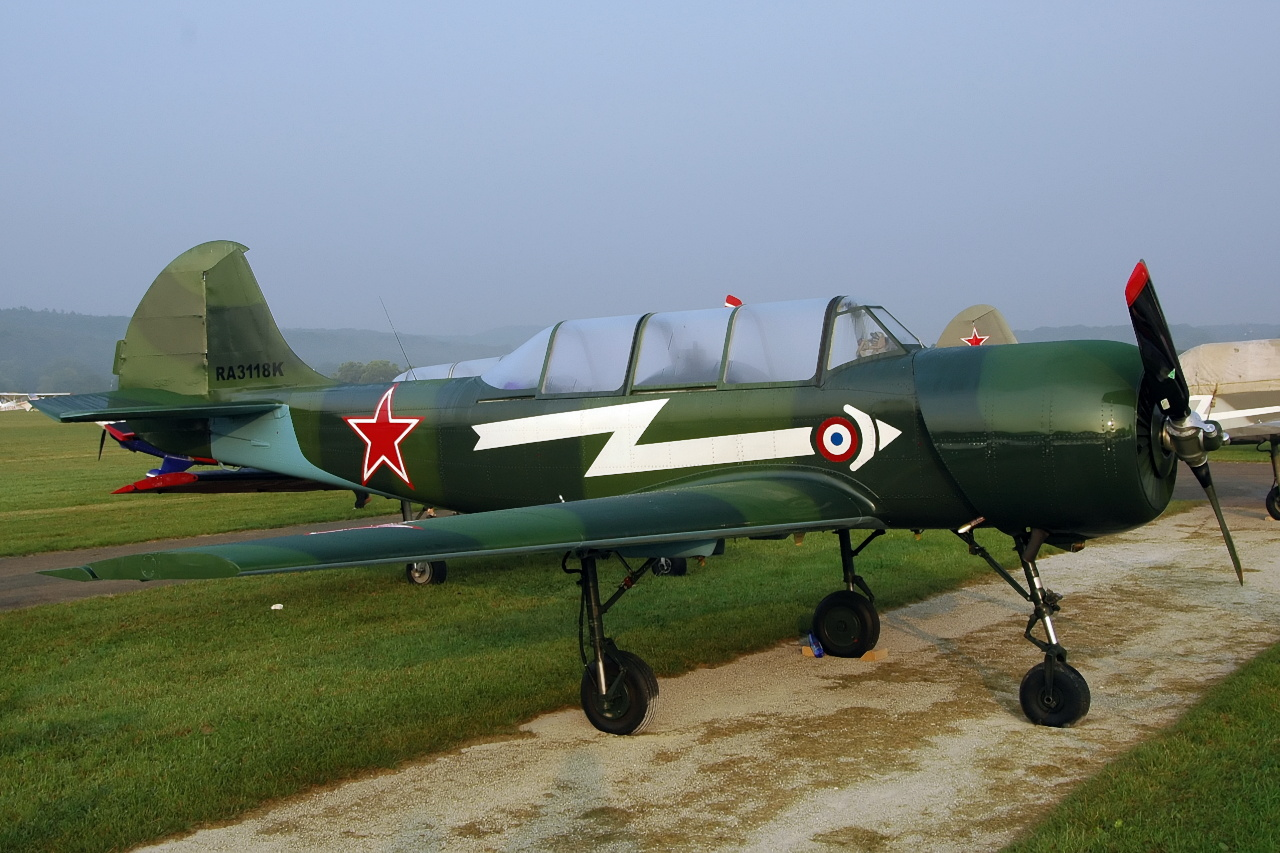

El Iàkovlev Iak-52 és un avió d'entrenament soviètic. Volà per primera vegada el 1976 i segueix sent fabricat a Romania, per Aerostar, El Iak-52 va ser emprat originalment com a avió per a entrenar acrobàcies per als estudiants de l'organització soviètica d'entrenament DOSAAF. Aquesta organització entrenava pilots tant civils com a militars.
Des de principis dels anys 90 i la caiguda de la Unió Soviètica, molts d'aquests avions han estat exportats a països occidentals a associacions i clubs, així com a particulars aficionats a l'acrobàcia. Dels aproximadament 1.800 que se n'han produït, la majoria volen ara als Estats Units, Regne Unit, Nova Zelanda, Austràlia, Països Baixos i fins i tot Espanya.

## Disseny i desenvolupament
Desenvolupat a partir de l'avió acrobàtic de competició d'una sola plaça Iàkovlev Iak-50, el Iak-52 està equipat amb un motor radial Vedeneyev M-14P de 360 hp i 9 cilindres en estel. Està pensat per a ser totalment acrobàtic, ja que consta amb un sistema de recuperació d'oli per a vol invertit amb una limitació de 2 minuts. En ser un derivat del Iak-50, conserva moltes característiques d'aquest, com l'estructura, d'aliatge d'alumini D1 i AK-6 i acer 30khGSA. L'hèlix V-530 TA-D35, de pas variable i velocitat constant, té dues pales de fusta de 2,4 m de diàmetre.
Amb un pes en buit d'1.040 kg, el Iak-52 té una alta capacitat de resposta com a avió acrobàtic. A més és molt fàcil de maniobrar, volar i aterrar. És usat en tota mena de competicions d'acrobàcia, des de les competicions d'aficionats fins als nivells més avançats. Té un factor de càrrega de disseny de +9/-6 G, trencada (cap a la dreta) a 180 graus/s, i és capaç de realitzar totes les maniobres del catàleg Aresti.
El Iak-52, com la majoria d'avions militars soviètics, va ser dissenyat per operar en les pitjors condicions amb un manteniment mínim. Un dels seus factors clau, que el diferencia de la majoria dels avions occidentals, és el seu extens sistema pneumàtic. El sistema d'arrencada de motor, tren d'aterratge, flaps, frenat i control de direcció són accionats pneumàticament. És d'especial dificultat de maneig el sistema de frenat/direcció, ja que l'aeronau usa frenat diferencial controlat pels pedals i una palanca d'accionament manual en el comandament de control.
El tren d'aterratge és totalment retràctil, però roman extern en no tenir pou, fet que afegeix resistència, útil en algunes maniobres, i suposa una mesura de protecció en cas d'aterratge forçós amb el tren desplegat.
Actualment estan sent fabricades un bon nombre de versions "occidentalizades" com l'Aerostar Condor en el que es substitueix l'aviònica soviètica, ajustant una hèlix acrobàtica tripala, seients exectables, etc.

## Operadors militars
Els Iak-52 han servit en els exèrcits de Geòrgia, Hongria (Força Aèria Hongaresa), Lituània (patrulla fronterera), Romania, Rússia/Unió Soviètica i Vietnam.

## Dades tècniques

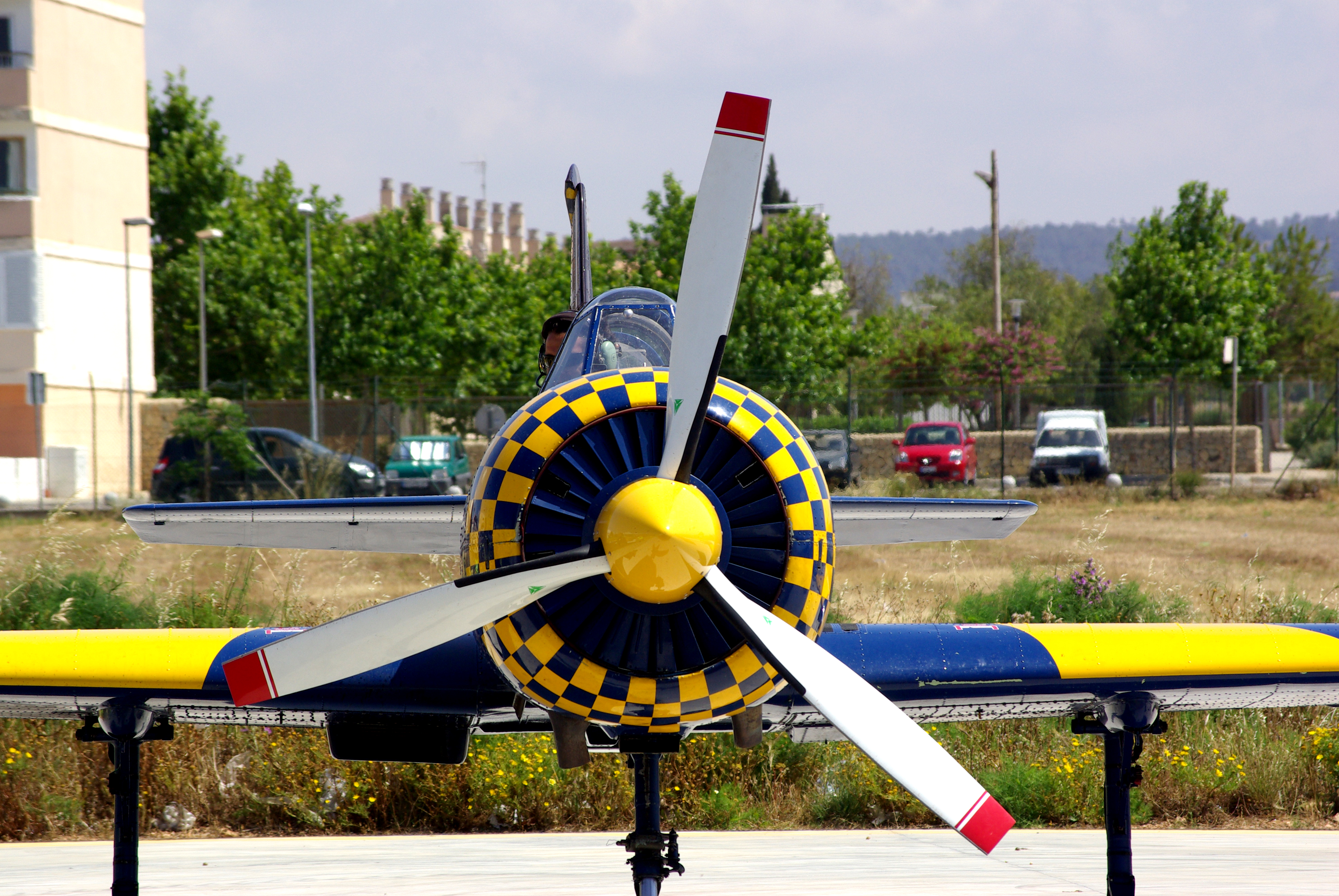
EC-IAL a Son Bonet

Dades de Jane's All The World's Aircraft 1993-94
Característiques generals
- Tripulació: 2
- Longitud: 7,745 m
- Envergadura: 9,3 m
- Alçada: 2,3 m
- Superfície de l'ala 15 m²
- Pes buit: 1.015 kg
- Pes màxim d'enlairament: 1.315 kg
- Motors: 1×  motor , 360 h.p.
- Hèlixs: de fusta de 2 pales propeller, 1 per motor

 Rendiment 
- Velocitat màxima absoluta : 420 km/h
- Velocitat màxima: 285 km/h
- Velocitat de creuer: 220 km/h
- Abast: 550 km
- Sostre de servei: 4.000 m
- Ràtio d'ascens: 7 m/s
- Potència/pes: 300 W/kg